# Дівчина з Данії
«Дівчина з Данії» (англ. The Danish Girl) — фільм британського режисера Тома Гупера про першу людину, якій було зроблено операцію зі зміни статі. Сценарій було створено на основі однойменного роману 2000 року Девіда Еберсхоффа. Головну роль виконав британський актор Едді Редмейн. Світова прем'єра стрічки відбулася 5 вересня 2015 року у конкурсній програмі 72-го Венеційського кінофестивалю. Вихід у прокат відбувся 27 листопада 2015 року. В Україні у широкому кінопрокаті показ фільму розпочався 21 січня 2016 року.

## Синопсис
У основу сюжету фільму покладено реальну історію життя данського художника 20-х років ХХ століття Ейнара Вегенера — першого чоловіка, що зважився на операцію зі зміни статі. Все почалося з того, що дружина Ейнара — також художник — Герда Вегенер, попросила його позувати в жіночому одязі замість хворої моделі. Спочатку художник почав представлятися вигаданим жіночим ім'ям Лілі Ельбе, а за кілька років зважилася на хірургічне втручання, що в ті роки саме по собі межувало з художнім експериментом.
Розпочавшись невинною грою, подальша історія вразила світ, коли у 1931 році Ейнар Вегенер став першим чоловіком, якому була зроблена така операція. Шлюб з Гердою було визнано недійсним, однак, вже за рік Лілі Ельбе померла від ускладнень після п'ятої, останньої операції, яка, як вона сподівалася, повинна була дати їй можливість мати дітей.

## В ролях
| Едді Редмейн    | ···· | Ейнар Вегенер / Лілі Ельбе |
| Алісія Вікандер | ···· | Герда Вегенер              |
| Матіас Шонартс  | ···· | Ганс Аксґіл                |
| Бен Вішоу       | ···· | Генрік                     |
| Ембер Герд      | ···· | Оола                       |
| Себастьян Кох   | ···· | Ворнкрос                   |
| Адріан Шиллер   | ···· | Расмуссен                  |
| Еміральд Феннел | ···· | Ельза                      |
| Ребекка Рут     | ···· | медсестра Лілі             |
| Жанна Абрахам   | ···· | костюмер                   |
| Вікторія Емслі  | ···· | Вероніка                   |

## Український Дубляж
- Студія: LeDoyen Studio[5]
- Перекладач: Роман Кисельов
- Режисерка дублювання: Анна Пащенко
- Звукорежисерка: Альона Шиманович
- Звукорежисер перезапису: Олег Кульчицький
- Координаторка дублювання: Ольга Боєва

Ролі дублювали: 
- Ейнар Вегенер / Лілі Ельбе — Олександр Погребняк

Додатковий актори дублювання: Антоніна Хижняк, Володимир Паляниця, Андрій Федінчик, Юлія Перенчук, Михайло Кришталь, Владислав Пупков,

## Виробництво
- За прогнозами знімання фільму мало стартувати навесні 2010 року у Берліні[6], але почалися лише в лютому 2015 року[7]. Спочатку постановку проєкту узяв на себе Томас Альфредсон. У грудні 2009 року шведські ЗМІ повідомили, що Альфредсон більше не працює над «Дівчиною з Данії» та розпочинає роботу на іншим фільмом — «Шпигун, вийди геть!», висловивши надію, що повернеться до проєкту[8][9]. 12 січня 2010 року шведський режисер Лассе Халльстрем розповів шведським ЗМІ, що його було призначено режисером фільму на заміну Альфредсону[10], але, приблизно через рік, він відмовився від роботи над проєктом, повернувшись до Швеції для знімання іншої стрічки[11]. Проєкт відновили, коли режисер оскароносної стрічки «Промова короля» Том Гупер прочитав сценарій Люсінди Коксон та вирішив узятися за постановку фільму. «Уперше я прочитав сценарій, коли знімав „Промову короля“, і був так зворушений цією історією, що відтоді хотів зробити по ньому фільм», — зізнався Том Гупер в інтерв'ю The Hollywood Reporter[12].
- Планувалося, що Лілі у фільмі зіграє жінка, зокрема, цю роль пропонували Ніколь Кідман. Йшли переговори з Шарліз Терон, яка повинна була виконати роль Герди, але після її відмови участь у фільмі було запропоновано Гвінет Пелтроу[13]. У вересні 2010 року, за чутками, кандидаткою на роль Герди Вегенер розглядалася Маріон Котіяр[14][15]. 28 квітня 2014 було оголошено, що Том Гупер запросив на роль Лілі Едді Редмейна, який до цього працював з режисером над кіноверсією мюзиклу «Знедолені» (2012), де виконав партію Маріуса.[16][17].

## Сприйняття
Фільм отримав змішані відгуки від критиків, які більше тяжіють до позитивних. На вебсайті Rotten Tomatoes фільм має 88 % рейтинг, оснований на 8 рецензіях критиків, а його середній бал становить 6/10. На Metacritic фільм отримав 67 балів зі 100, які засновані на 9 рецензіях, що означає «загальне схвалення». Джонатан Ромні з The Guardian написав у своєму відгуку наступне: «„Дівчина“ є звичайною мелодрамою, яка не пропонує нічого нового, хоча у рік Кейтлін Дженнер публіка жадає більш різких і проникливих висловлювань на цю тему». Джессіка Кіянг з The Playlist дала фільму оцінку «B-/C+», заявивши, що «актори чудово зіграли, однак Гуперу варто побажати вставляти менше сентиментальності, нашатирю і ніжного вмовляння бабусь і дідусів розповідями про людину, яка бачить, говорить і живе як чоловік, але насправді жінка. В іншому „Дівчина“ манірна і намагається стрімко затоптати будь-які прояви консервативних почуттів». Девід Руні з The Hollywood Reporter написав, що «правильність і обережна сентиментальність фільму трохи дивує: в часи, коли незліченні інді-проєкти і кабельні серіали говорять про проблему напряму, від „Дівчини“ очікуєш більшого». Кінокритик The Daily Beast Марлов Стерн відзначив позитивний посил фільму і неймовірне перевтілення Редмейна.

## Визнання
| Нагороди та номінації фільму «Дівчина з Данії» | Нагороди та номінації фільму «Дівчина з Данії»     | Нагороди та номінації фільму «Дівчина з Данії» | Нагороди та номінації фільму «Дівчина з Данії»                                  | Нагороди та номінації фільму «Дівчина з Данії» | Нагороди та номінації фільму «Дівчина з Данії» |
| Рік                                            | Нагорода                                           | Категорія                                      | Номінант                                                                        | Результат                                      | Дж                                             |
| ---------------------------------------------- | -------------------------------------------------- | ---------------------------------------------- | ------------------------------------------------------------------------------- | ---------------------------------------------- | ---------------------------------------------- |
| 2015                                           | 72-й Венеційський кінофестиваль                    | Золотий лев                                    | Том Гупер                                                                       | Номінація                                      |                                                |
| 2015                                           | 72-й Венеційський кінофестиваль                    | Блакитний лев                                  | фільм                                                                           | Перемога                                       |                                                |
| 2016                                           | 73-тя церемонія вручення нагороди «Золотий глобус» | Найкращий актор у драмі                        | Едді Редмейн                                                                    | Номінація                                      | [ 25 ]                                         |
| 2016                                           | 73-тя церемонія вручення нагороди «Золотий глобус» | Найкраща акторка у драмі                       | Алісія Вікандер                                                                 | Номінація                                      | [ 25 ]                                         |
| 2016                                           | 73-тя церемонія вручення нагороди «Золотий глобус» | Найкраща музика                                | Аарон Соркін                                                                    | Номінація                                      | [ 25 ]                                         |
| 2016                                           | 69-та церемонія вручення нагороди БАФТА            | Найкраща чоловіча роль                         | Едді Редмейн                                                                    | Номінація                                      | [ 26 ] [ 27 ]                                  |
| 2016                                           | 69-та церемонія вручення нагороди БАФТА            | Найкраща жіноча роль                           | Алісія Вікандер                                                                 | Номінація                                      | [ 26 ] [ 27 ]                                  |
| 2016                                           | 69-та церемонія вручення нагороди БАФТА            | Найкращий британський фільм                    | Тім Беван, Люсінда Коксон, Ерік Феллнер, Енн Гаррісон, Том Гупер і Гейл Матракс | Номінація                                      | [ 26 ] [ 27 ]                                  |
| 2016                                           | 69-та церемонія вручення нагороди БАФТА            | Найкращий дизайн костюмів                      | Пако Дельгадо                                                                   | Номінація                                      | [ 26 ] [ 27 ]                                  |
| 2016                                           | 69-та церемонія вручення нагороди БАФТА            | Найкращий грим і зачіска                       | Жан Сьюелл                                                                      | Номінація                                      | [ 26 ] [ 27 ]                                  |
| 2016                                           | 88-ма церемонія вручення нагороди «Оскар»          | Найкращий актор                                | Едді Редмейн                                                                    | Номінація                                      | [ 28 ] [ 29 ]                                  |
| 2016                                           | 88-ма церемонія вручення нагороди «Оскар»          | Найкраща акторка другого плану                 | Алісія Вікандер                                                                 | Перемога                                       | [ 28 ] [ 29 ]                                  |
| 2016                                           | 88-ма церемонія вручення нагороди «Оскар»          | Найкращий виробничий дизайн                    | Майкл Стендіш, Ів Стюарт                                                        | Номінація                                      | [ 28 ] [ 29 ]                                  |
| 2016                                           | 88-ма церемонія вручення нагороди «Оскар»          | Найкращий дизайн костюмів                      | Пако Дельгадо                                                                   | Номінація                                      | [ 28 ] [ 29 ]                                  |